# Заріцька Олександра Сергіївна
Олександра Сергіївна Заріцька (нар. 3 серпня 1992, Харків, Україна) — українська співачка, солістка гурту Kazka (з 2017 року), учасниця шоу «Голос країни» та «Х-фактор».

## Життєпис
Народилась 3 серпня 1992 року у Харкові. З дитинства мріяла стати співачкою, у 10 класі вперше вийшла на сцену і, почувши схвальні відгуки, почала виступати. У 2014 році здобула вищу освіту у Національному юридичному університеті, що у Харкові. За словами бабусі, Анастасії Заріцької, Саша «казала, що з неї юриста не буде, що їй це не цікаво. А батько сподівався, що вона буде йому допомагати в його адвокатській діяльності. Але вона співала, брала участь у кастингах…».
Після університету переїхала до Одеси, потім — до Києва. Того ж року взяла участь в шоу «Голос країни».

### Професійна Діяльність
У 2017 році разом з Микитою Будашем створила гурт Kazka. Того ж року гурт випустив перший сингл, з яким пройшов кастинг на шоу «Х-фактор» і посів 7 місце. У 2018 році Kazka посіли № 15 у відборі «Євробачення-2018». 27 квітня гурт випустив альбом «Karma». У грудні Заріцька знялася в комедійно-музичному відео співачки Ольги Горбачової.
2018 року долучилася до благодійного фотопроєкту «Щирі. Свята», присвяченого українському народному костюму та його популяризації. Проєкт було реалізовано зусиллями ТЦ «Домосфера», комунікаційної агенції Gres Todorchuk та Національного центру народної культури «Музей Івана Гончара». Увесь прибуток, отриманий від продажу виданих календарів, передано на реконструкцію музею. Кожен місяць у календарі присвячено одному з традиційних українських свят, на яке вказують атрибути та елементи вбрання.
20 червня 2019 року відбулася прем'єра американського анімаційного фільму «Історія іграшок 4», у якому Заріцька озвучила Смішанку Мак-Веснянку.
27 грудня 2019 року випустили другий альбом Nirvana.
Восени книгу випущено Kazka: Чарголос.
5 листопада 2021 року випустили третій альбом «SVIT». Олександра Зарицька брала участь у «Танцях із зірками» з Юрієм Мєшковим та на українському телешоу «Маска» у другому сезоні з костюмом Пальчика.

## Особисте життя

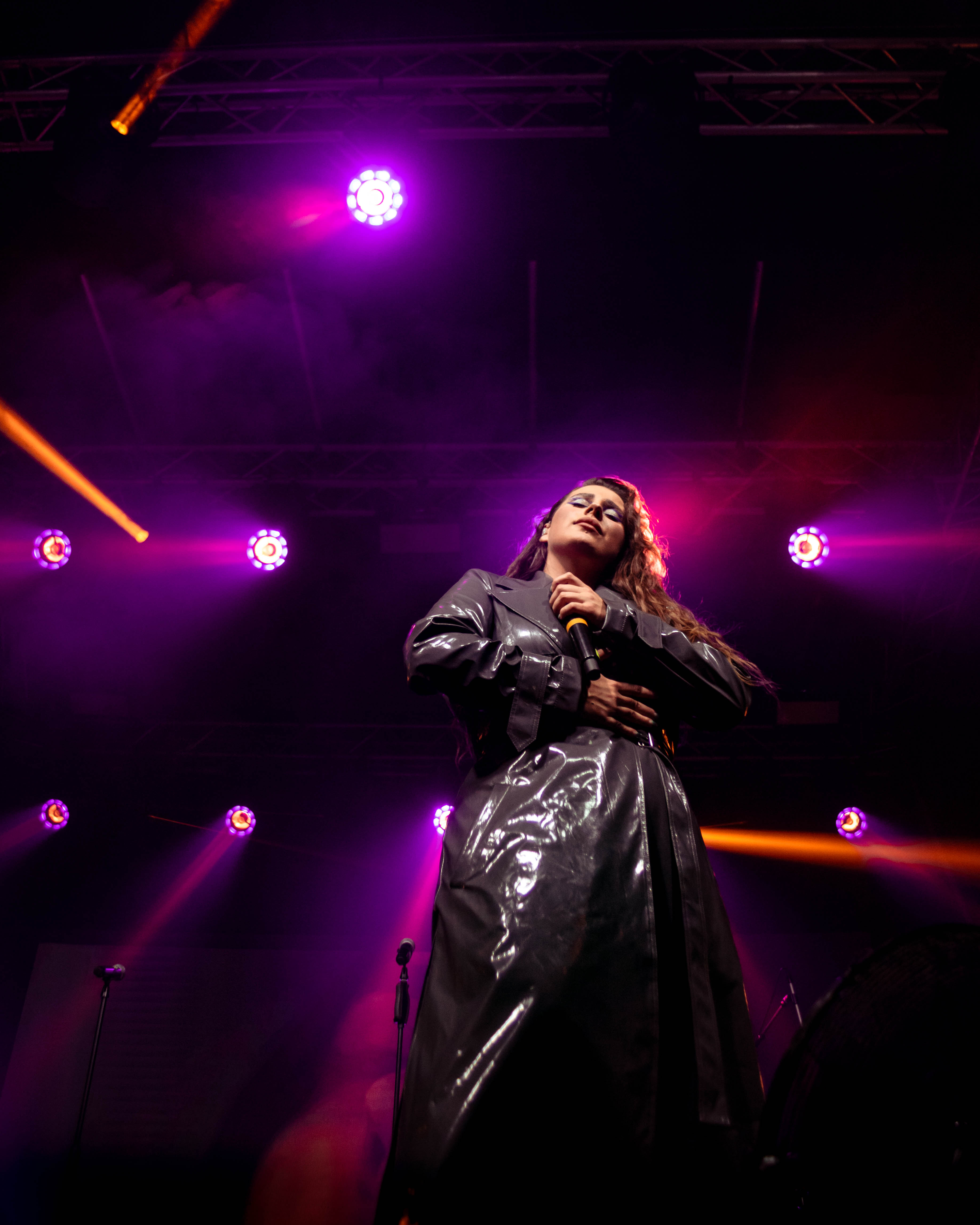
KAZKA Ukrsongproject 2022 Gdansk

Зустрічалась з учасником «Х-фактора» Михайлом Панчишиним.
В грудні 2024 року Олександра Заріцька відклала весілля з нареченим, музикантом та motion-дизайнером Павлом Тараненком.

## Музичні відео
| Рік  | Назва           | Артист          | Роль      | Дж.   |
| ---- | --------------- | --------------- | --------- | ----- |
| 2018 | «Лучшая в мире» | Ольга Горбачова | Грає себе | [ 5 ] |

## Фільмографія

### Дубляж
- «Історія іграшок 4» — актор озвучування, Смішанка Мак-Веснянка[10]